# Brueelia rosickyi
Brueelia rosickyi är en insektsart som beskrevs av Balát 1955. Brueelia rosickyi ingår i släktet draklöss, och familjen fjäderlöss. Arten är reproducerande i Sverige.